# Giải quyết vấn đề
Giải quyết vấn đề bao gồm sử dụng các phương pháp chung hoặc ad hoc một cách có trật tự để tìm giải pháp cho các vấn đề. Một số kỹ thuật giải quyết vấn đề được phát triển và sử dụng trong triết học, trí tuệ nhân tạo, khoa học máy tính, kỹ thuật, toán học hoặc y học có liên quan đến các kỹ thuật giải quyết vấn đề tâm thần được nghiên cứu trong tâm lý học.

## Định nghĩa
Thuật ngữ giải quyết vấn đề có một ý nghĩa khác nhau tùy thuộc vào ngành nghiên cứu cụ thể. Chẳng hạn, đó là một quá trình tinh thần trong tâm lý học và một quá trình vi tính hóa trong khoa học máy tính. Có hai loại vấn đề khác nhau, không rõ ràng và được xác định rõ ràng; các cách tiếp cận khác nhau được sử dụng cho mỗi loại vấn đề. Các vấn đề được xác định rõ có mục tiêu cuối cùng cụ thể và các giải pháp dự kiến rõ ràng, trong khi các vấn đề không xác định thì không. Các vấn đề được xác định rõ ràng cho phép lập kế hoạch ban đầu nhiều hơn các vấn đề không xác định. Giải quyết vấn đề đôi khi liên quan đến việc giải quyết vấn đề một cách thực dụng, cách bối cảnh đóng góp cho ý nghĩa và ngữ nghĩa, giải thích vấn đề. Khả năng hiểu mục tiêu cuối cùng của vấn đề là, và những quy tắc nào có thể được áp dụng, đại diện cho chìa khóa để giải quyết vấn đề. Đôi khi vấn đề đòi hỏi tư duy trừu tượng hoặc đưa ra giải pháp sáng tạo.

### Tâm lý học
Giải quyết vấn đề trong tâm lý học đề cập đến quá trình tìm giải pháp cho các vấn đề gặp phải trong cuộc sống. Giải pháp cho những vấn đề này thường là đặc thù cho các tình huống hoặc bối cảnh cụ thể. Quá trình bắt đầu với tìm kiếm vấn đề và định hình vấn đề, trong đó vấn đề được phát hiện và đơn giản hóa. Bước tiếp theo là tạo ra các giải pháp có thể và đánh giá chúng. Cuối cùng, một giải pháp được chọn để thực hiện và xác minh. Các vấn đề có một mục tiêu cuối cùng cần đạt được và cách bạn đạt được điều đó phụ thuộc vào định hướng vấn đề (phong cách và kỹ năng đối phó giải quyết vấn đề) và phân tích có hệ thống. chuyên gia sức khỏe tâm thần nghiên cứu các quá trình giải quyết vấn đề của con người bằng cách sử dụng các phương pháp như hướng nội, hành vi, mô phỏng, mô hình máy tính và thử nghiệm. Các nhà tâm lý học xã hội nhìn vào khía cạnh mối quan hệ con người - môi trường của vấn đề và các phương pháp giải quyết vấn đề độc lập và phụ thuộc lẫn nhau. Giải quyết vấn đề đã được định nghĩa là một quá trình nhận thức và chức năng trí tuệ bậc cao, đòi hỏi phải điều chế và kiểm soát các kỹ năng cơ bản hoặc thường xuyên hơn.
Giải quyết vấn đề có hai lĩnh vực chính: giải quyết vấn đề toán học và giải quyết vấn đề cá nhân. Cả hai đều được nhìn nhận về một số khó khăn hoặc rào cản gặp phải. Nghiên cứu thực nghiệm cho thấy nhiều chiến lược và yếu tố khác nhau ảnh hưởng đến việc giải quyết vấn đề hàng ngày. nhà tâm lý học phục hồi chức năng nghiên cứu những người bị chấn thương thùy trán đã phát hiện ra rằng những thiếu sót trong kiểm soát cảm xúc và lý luận có thể được điều hòa lại với phục hồi chức năng hiệu quả và có thể cải thiện khả năng của những người bị thương để giải quyết các vấn đề hàng ngày. giải quyết vấn đề hàng ngày giữa các cá nhân phụ thuộc vào các thành phần động lực và bối cảnh cá nhân. Một thành phần như vậy là giá trị cảm xúc của các vấn đề trong "thế giới thực" và nó có thể cản trở hoặc hỗ trợ hiệu suất giải quyết vấn đề. Các nhà nghiên cứu đã tập trung vào vai trò của cảm xúc trong việc giải quyết vấn đề,  chứng minh rằng kiểm soát cảm xúc kém có thể phá vỡ sự tập trung vào nhiệm vụ mục tiêu và cản trở việc giải quyết vấn đề và có thể dẫn đến kết quả tiêu cực như mệt mỏi, trầm cảm và hết năng lượng. Trong khái niệm hóa, giải quyết vấn đề của con người bao gồm hai quá trình liên quan: định hướng vấn đề và cách tiếp cận động lực/thái độ/tình cảm đối với các tình huống có vấn đề và kỹ năng giải quyết vấn đề. Các nghiên cứu kết luận chiến lược của mọi người phù hợp với mục tiêu của họ  và xuất phát từ quá trình tự nhiên khi so sánh bản thân với người khác.